# إناكالي
إناكالي أو إنياكالي، (في السومرية: 𒂗𒀉𒆗𒇷، بلغ ذروته في الحكم عند حوالي 2450 ق.م). هو ملك أوما، الدولة الواقعة في مدينة سومر، خلال فترة الأسرة الثالثة المبكرة (2600–2350 قبل الميلاد). دام حكمه 8 سنوات على أقل تقدير.

## إناكالي في مخروط إنتيمينا
هاجم أوش، الذي يُحتمل أنه كان خليفته، مدينة لجش المجاورة بعد أن اقتلع مسلة ميسيلم، سعيًا للاستيلاء على غو-إيدين، كما هو مدون في مخروط إنتيمينا.تعرض أوش لهزيمة قاسية على يد إياناتوم من لجش في معركة مسجلة في مسلة النسور، حيث سقط 3600 رجل في المعركة. بعد ذلك، ثار عليه شعبه اوأطاحوا به وقتلوه.
وأخيرًا، أبرم إناكالي، خليفته، معاهدة سلام مع إياناتوم من لجش، وفقًا لما جاء في مخروط إنتيمينا:
𒂍𒀭𒈾𒁺 𒉺𒋼𒋛 𒉢𒁓𒆷𒆠 𒉺𒄑𒉋𒂵 𒂗𒋼𒈨𒈾 𒉺𒋼𒋛 𒉢𒁓𒆷𒆠𒅗𒆤
إي2-آن-نا-توم2 إنسي2 لجشكي با-بيل3-غا إن-ميتي-نا إنسي2 لجشكي-كا-كي4
«إياناتوم حاكم لجش، عم إنتمينا حاكم مدينة لجش».
39–42
𒂗𒀉𒆗𒇷 𒉺𒋼𒋛 𒄑𒆵𒆠𒁕 𒆠 𒂊𒁕𒋩
إن-أ2-كال-لي إنسي2 أومماكي-دا كي إيدا-سور
«حددت الحدود بدقة مع إناكالي، حاكم أوما». 

## إناكالي في النقوش
كان أور-لوما ابن إناكالي وخليفته. لقد تحدى إيناناتوم الأول، لكنه هُزم على يد خليفته إنتيمينا.

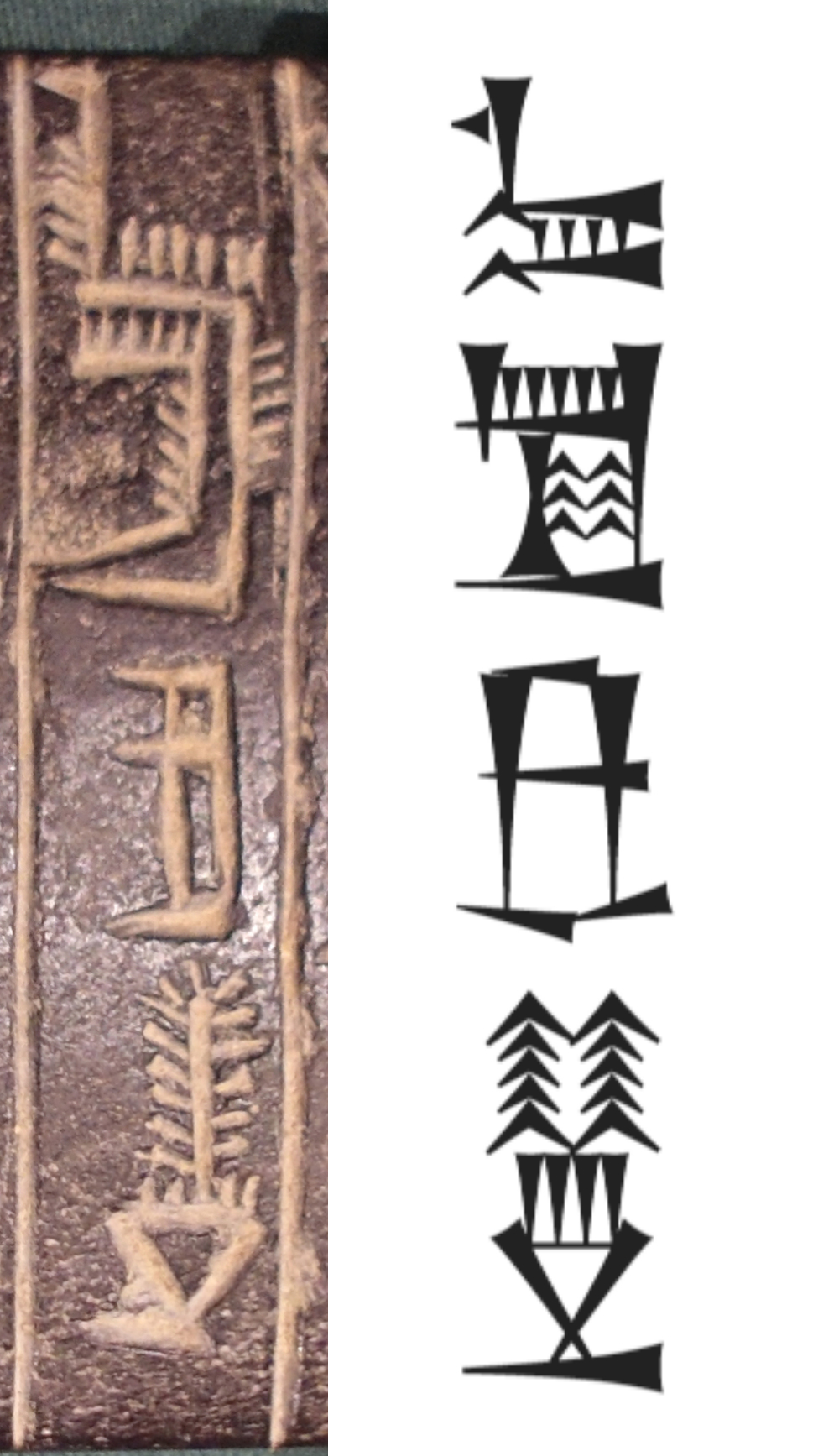
نقش يحمل اسم إناكالي، مكتوب بالخط المسماري السومري الأكدي القياسي.
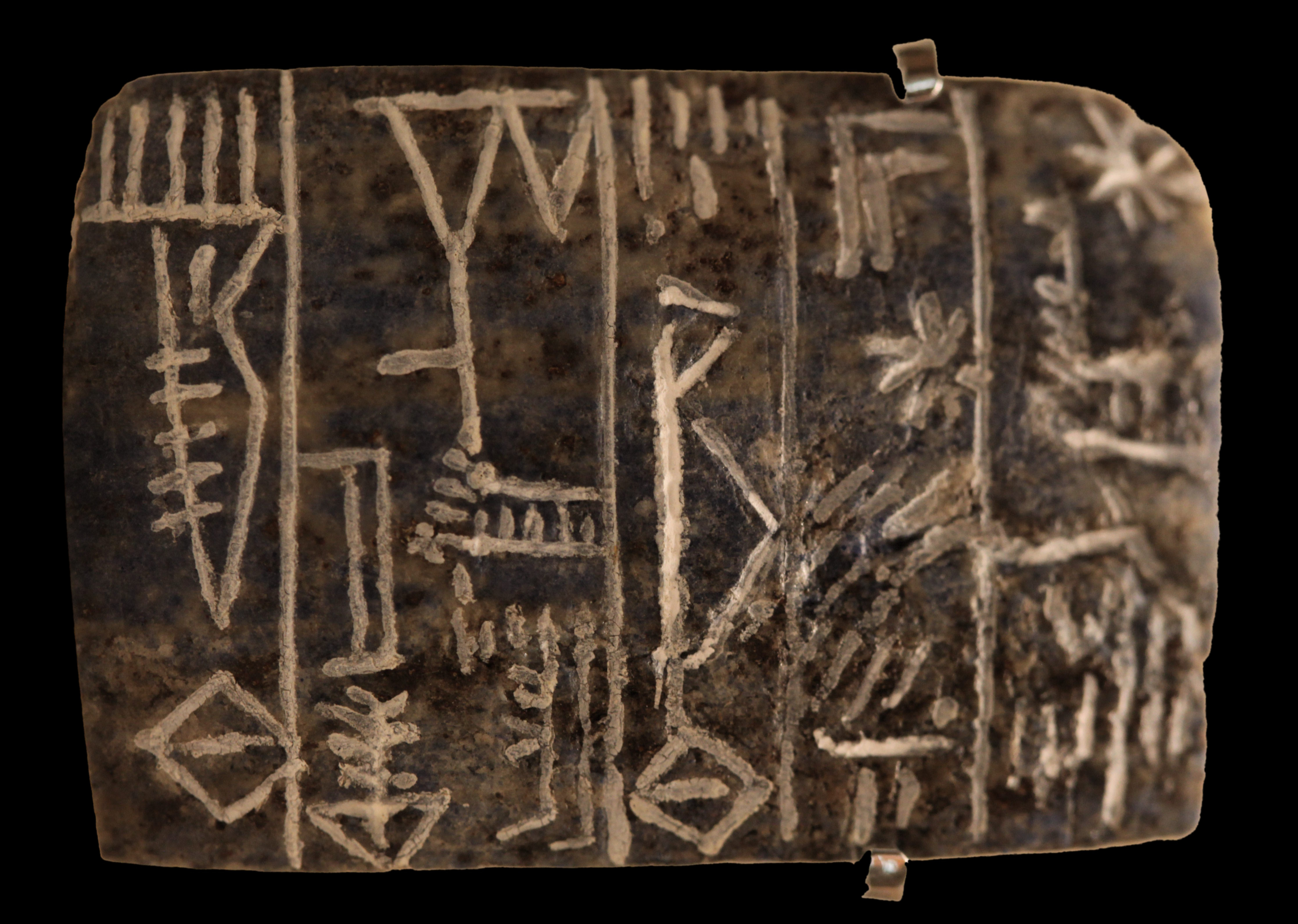
لوحة تذكارية مخصصة من أور-لوما: ابن إناكالي، ملك أوما، بنى (معبده).
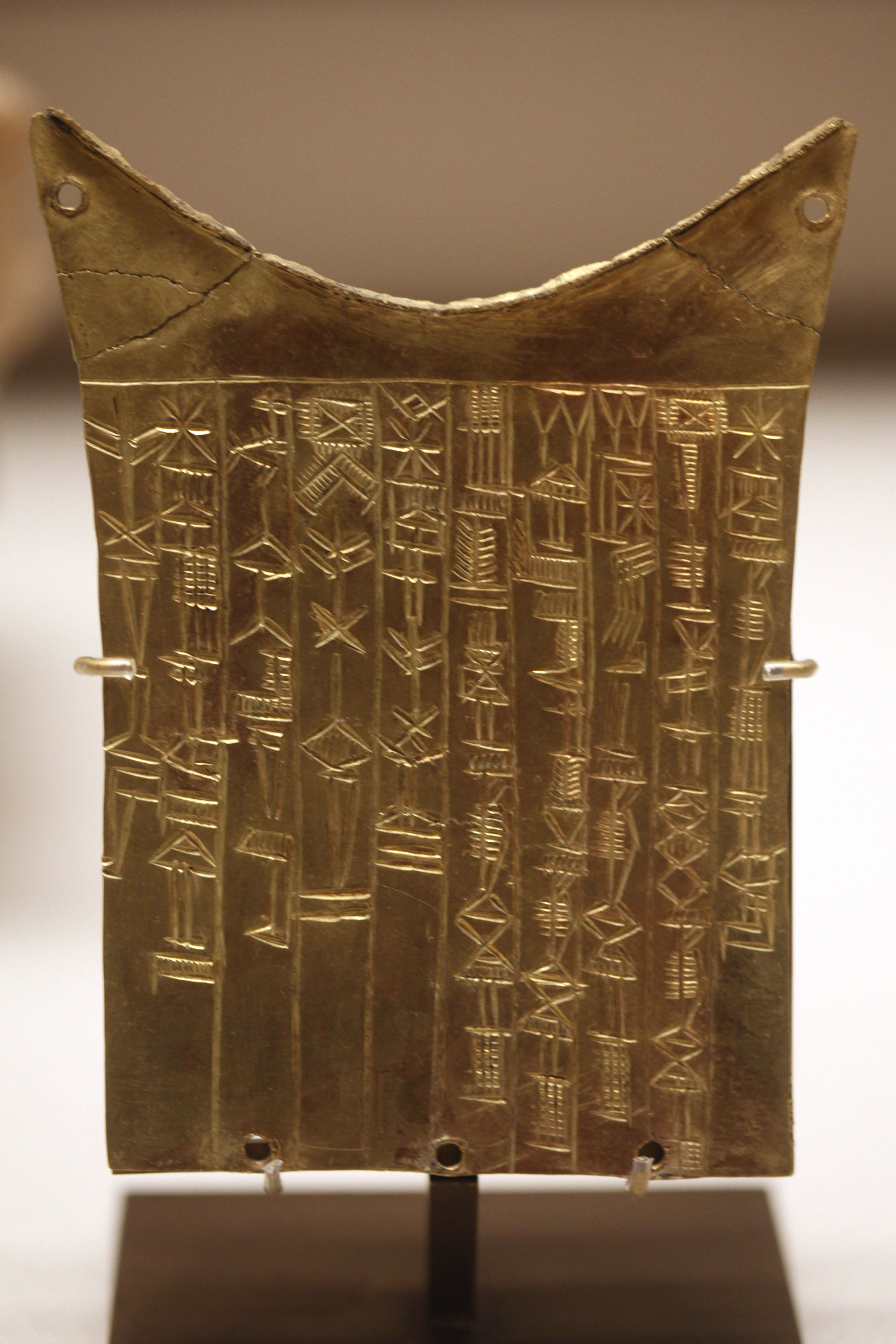
لوحة نذرية للملكة بارا-إيرنوم من أوما، زوجة جيشاكيدو، ملك أوما، ابنة أور-لوما، ملك أوما، حفيدة إناكالي، ملك أوما، زوجة ابن إيل، ملك أوما»، للإله شارا، امتنانًا لإنقاذ حياتها.
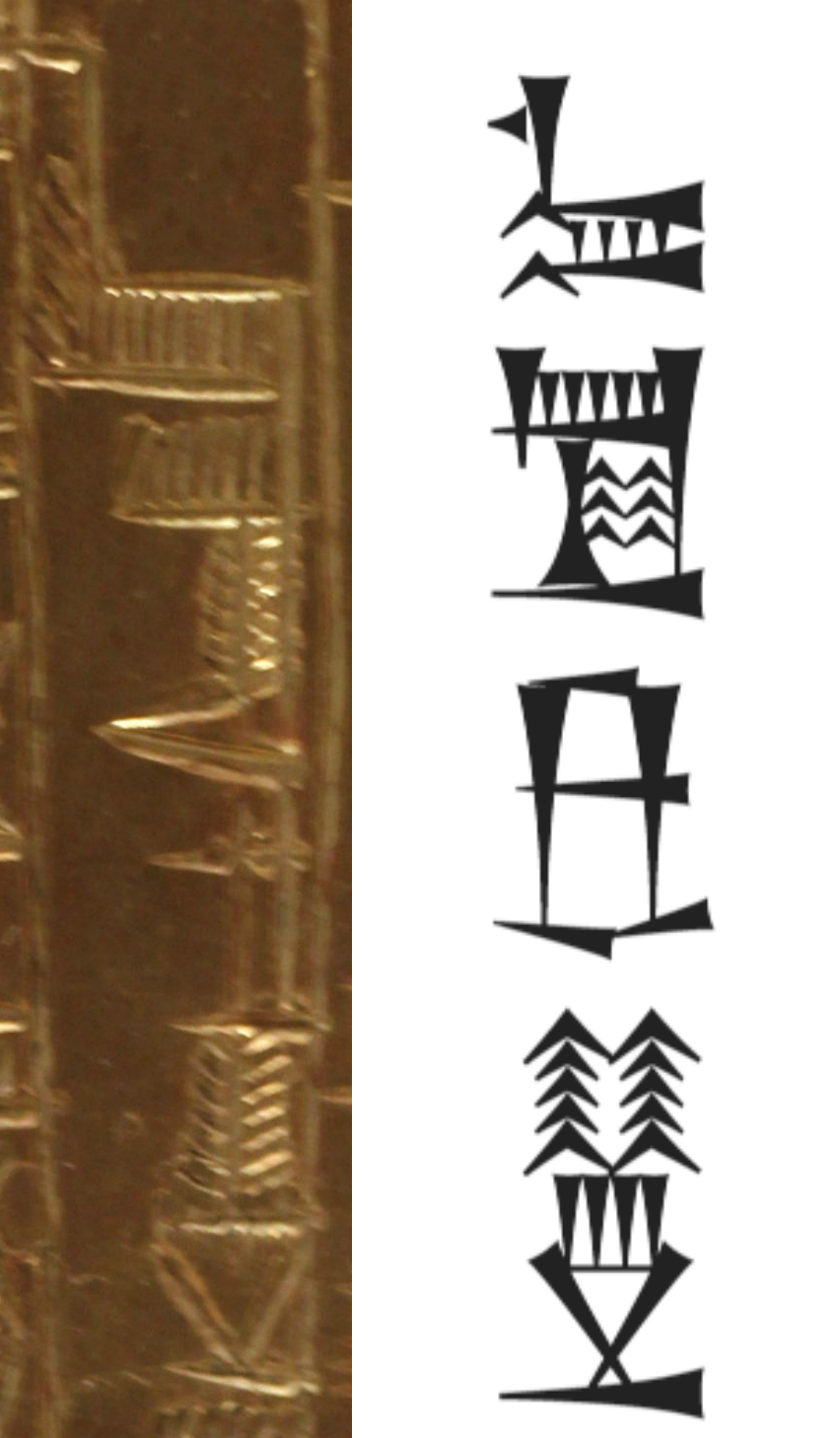
اسم "إناكالي" يظهر على اللوحة النذرية للملكة بارا-إيرنوم.